# Тызыл (приток Гунделена)
Тызыл — река в России, протекает по Эльбрусскому району Кабардино-Балкарии. Устье реки находится в 21 км от устья реки Гунделен по левому берегу. Длина реки составляет 35 км, площадь водосборного бассейна — 349 км².
Образуется слиянием рек Башкол и Бильбичан на высоте выше 2180,2 м над уровнем моря. В верхнем и среднем течении протекает по границе Эльбрусского и Зольского районов. В 17 км от устья принимает левый приток Кинжал. Сливаясь с правой составляющей Урды образует Гунделен на высоте 1011,7 м над уровнем моря, в 11 км к западу от села Кёнделен.

## Данные водного реестра
По данным государственного водного реестра России относится к Западно-Каспийскому бассейновому округу, водохозяйственный участок реки — Баксан, без реки Черек. Речной бассейн реки — реки бассейна Каспийского моря междуречья Терека и Волги.
Код объекта в государственном водном реестре — 07020000712108200004642.